# Ruisseau de Gijoussel
Le ruisseau de Gijoussel est une rivière du sud de la France dans le département du Tarn et un sous-affluent de la Garonne par le Gijou, l'Agout et le Tarn.

## Géographie
De 12,7 km de longueur, le ruisseau de Gijoussel prend sa source dans les monts de Lacaune sur la commune de Lacaune dans le département du Tarn et se jette dans le Gijou en rive droite à Viane.

### Communes et cantons traversés
- Tarn : Lacaune, Senaux, Escroux, Viane.

## Principaux affluents
- Ruisseau de Blateyrou : 3,3 km